# 小行星7050
小行星7050是一颗围绕太阳公转的小行星。1982年3月20日，亨利·德波鸿诺在拉西拉天文台发现了此天体。
这颗小行星的绝对星等为245.10674等。